# محمود مفلح
«محمود حسين مفلح» شاعر وأديب فلسطيني. ولد عام 1943 في بلدة سمخ على ضفاف بلدة طبرية بفلسطين. في عام 1948 حلت النكبة بفلسطين فهاجر مع أسرته إلى سورية، واستقر في مدينة درعا. درس المراحل التعليمية الأولى في مدارس مدينة درعا. ودرس شهادة أهلية التعليم الابتدائي في مدينة السويداء. درس اللغة العربية في جامعة دمشق، ونال إجازتها عام 1967.
هاجر للقاهرة بعد الأزمة السورية واستقر هناك وغدا ناشطا في المنتديات الأدبية والمهرجانات الشعرية وعلى صفحات الفيس بوك .

## حياته العملية
- عمل في التعليم الابتدائي في مدينة درعا.
- وبعد حصوله على الشهادة الجامعية عمل في التعليم الثانوي في مدينة القامشلي ثم في مدينة درعا.
- أعير للتدريس في المملكة المغربية عام 1976م.
- عمل في المملكة العربية السعودية في مجال التربية والتعليم ثم عمل موجهاً تربوياً لمادة اللغة العربية.
- عضو اتحاد الكتاب العرب بدمشق.
- عضو اتحاد الكتاب الفلسطينيين.
- عضو رابطة الأدب الإسلامي العالمية.

## إنتاجه الأدبي
- كتب القصيدة والقصة القصيرة ومارس النقد الأدبي.
- له العديد من المقالات والقصائد والقصص، نشرت في معظم المجلات الأدبية العربية.

من مؤلفاته:
1. مذكرات شهيد فلسطيني، ديوان شعر، 1976م، اتحاد الكتاب العرب بدمشق، سورية.
2. المرفأ، مجموعة قصصية، 1977م، دار المعرفة بدمشق، سورية.
3. القارب، مجموعة قصصية، 1979م، مؤسسة الرسالة في بيروت، لبنان.
4. المرايا، ديوان شعر، 1979م، مؤسسة الرسالة في بيروت، لبنان.
5. الراية، ديوان شعر، 1983م، دار عمار في عمان، الأردن.
6. حكاية الشال الفلسطيني، ديوان شعر، 1984م، دار العلوم في الرياض، السعودية.
7. إنهم لا يطرقون الأبواب، مجموعة قصصية، 1405 هـ/ 1985م، مكتبة الأديب في الرياض، السعودية.
8. شموخاً أيتها المآذن، ديوان شعر، 1987م، دار الفرقان في عمان، الأردن.
9. فضاء الكلمات، ديوان شعر، 1987م، دار الأمان في الرباط، المغرب.
10. البرتقال ليس يافوياً، ديوان شعر، الرياض، السعودية.
11. إنها الصحوة.. إنها الصحوة..، ديوان شعر، 1408هـ/ 1988م، دار الوفاء في المنصورة، مصر.
12. نقوش على الحجر الفلسطيني، ديوان شعر، 1991م، دار الوفاء في المنصورة، مصر.
13. غرد يا شبل الإسلام، أناشيد للأطفال، 1991م، عمان، الأردن.
14. لأنك مسلم، ديوان شعر، 1415 هـ/ 1995م، دار الوفاء في المنصورة، مصر.
15. ذلك الصباح الحزين، مجموعة قصصية، الرياض، السعودية.
16. قراءات في الشعر السعودي المعاصر.